# Résolution 48 du Conseil de sécurité des Nations unies
Membres permanents
- Chine
- États-Unis
- France
- Royaume-Uni
- URSS

Membres non permanents
- Argentine
- Belgique
- Canada
- Colombie
- Syrie
- RSS d'Ukraine

Résolution no 47 Résolution no 49
La résolution 48 du Conseil de sécurité des Nations unies  est une résolution du Conseil de sécurité des Nations unies adoptée le 23 avril 1948.
Elle a appelé toutes les parties concernées à se conformer à la résolution 46 du Conseil de sécurité des Nations unies et, à cet effet a mis en place une commission de trêve pour la Palestine afin d'aider le Conseil de sécurité en application de la trêve.
La résolution a été adoptée par huit voix contre zéro, avec trois abstentions venant de la Colombie, la république socialiste soviétique d'Ukraine et de l'Union soviétique.

## Texte
- Résolution 48 sur fr.wikisource.org
- Résolution 48 sur en.wikisource.org